# Quitte ou double (film, 1998)
Pour plus de détails, voir Fiche technique et Distribution.
Quitte ou double (No Looking Back) est un film dramatique américaine de Edward Burns, sorti en 1998.

## Fiche technique
- Titre original : No Looking Back
- Titre français : Quitte ou double
- Réalisation : Edward Burns
- Scénario : Edward Burns
- Production : Ted Hope (en), Michael Nozik et Edward Burns
- Musique : Joe Delia
- Photographie : Frank Prinzi
- Montage : Susan Graef
- Société de distribution : PolyGram Filmed Entertainment
- Pays d'origine :  États-Unis
- Langue : Anglais
- Format : Couleur - 35 mm
- Genre : Comédie dramatique
- Durée : 96 minutes
- Dates de sortie :
  -  États-Unis : 27 mars 1998
  -  France : 1998

## Distribution
- Lauren Holly : Claudia
- Edward Burns : Charlie Ryan
- Jon Bon Jovi : Michael
- Connie Britton : Kelly
- Blythe Danner : La mère de Claudia
- Kaili Vernoff : Alice